# Município de Washington (condado de Licking, Ohio)
O município de Washington (em inglês: Washington Township) é um município localizado no condado de Licking no estado estadounidense de Ohio. No ano de 2010 tinha uma população de 3.109 habitantes e uma densidade populacional de 50,62 pessoas por km².

## Geografia
O município de Washington encontra-se localizado nas coordenadas 40° 12′ 43″ N, 82° 24′ 53″ O. Segundo o Departamento do Censo dos Estados Unidos, o município tem uma superfície total de 61.41 km², da qual 60.81 km² correspondem a terra firme e (0.98%) 0.6 km² é água.

## Demografia
Segundo o censo de 2010, tinha 3.109 habitantes residindo no município de Washington. A densidade populacional era de 50,62 hab./km². Dos 3.109 habitantes, o município de Washington estava composto pelo 97.52% brancos, o 0.51% eram afroamericanos, o 0.1% eram amerindios, o 0.19% eram asiáticos, o 0.06% eram insulares do Pacífico, o 0.39% eram de outras raças e o 1.22% pertenciam a duas ou mais raças. Do total da população o 1.13% eram hispanos ou latinos de qualquer raça.